# 골라니 여단

골라니 여단(Golani Brigade, 히브리어: חֲתִיבַת גּוֹלָנִי, Hativat Golani)은 이스라엘의 보병 여단이다. 제36사단에 예속되어 전통적으로 북부사령부와 연계되어 있다. 이는 이스라엘 정규 방위군(IDF)의 5개 보병 여단 중 하나이며, 나머지 여단은 낙하산병 여단, 나할 여단, 기바티 여단, 크피르 여단이다. 상징은 노란색 바탕에 녹색 올리브 나무이며, 군인들은 갈색 베레모를 착용하고 있다. 이는 IDF에서 가장 높은 훈장을 받은 보병 부대 중 하나이다. 여단은 창립 당시부터 유지했던 2개 대대(12, 13대)와 기바티 여단(51대)에서 이관된 1개 대대를 포함하여 5개 대대로 구성된다.
이 여단은 1948년 아랍-이스라엘 전쟁 중인 1948년 2월 22일 갈릴래아의 레바노니 여단이 골라니 제1여단과 카르멜리 제2여단으로 나뉘어 창설되었다. 이후 수에즈 위기, 6일 전쟁, 지구전, 욤 키푸르 전쟁, 엔테베 작전, 1978년 남부 레바논 분쟁, 1982년 레바논 전쟁과 2006년 레바논 전쟁, 팔레스타인 인티파다 등 이스라엘의 모든 주요 전쟁과 거의 모든 주요 작전에 참여했다.
사령관 중 3명(모르데차이 구르, 가비 아슈케나지 및 가디 아이제코트)이 IDF 참모총장이 되었으며, 더 많은 사람이 알루프(소장) 직위에 올랐다.